# Bundaberg Rum

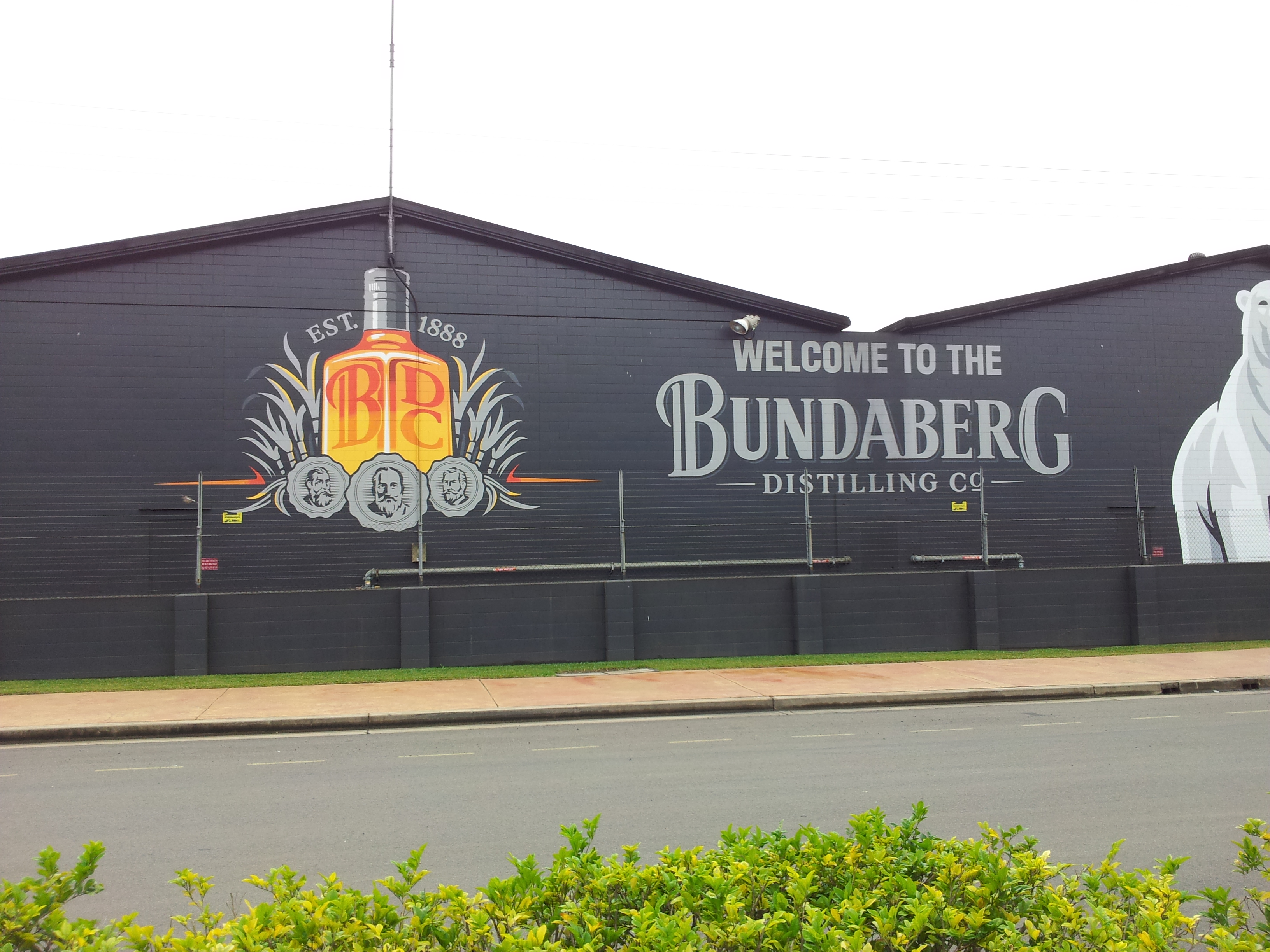
Fabrique de rhum de Bundaberg en 2013.

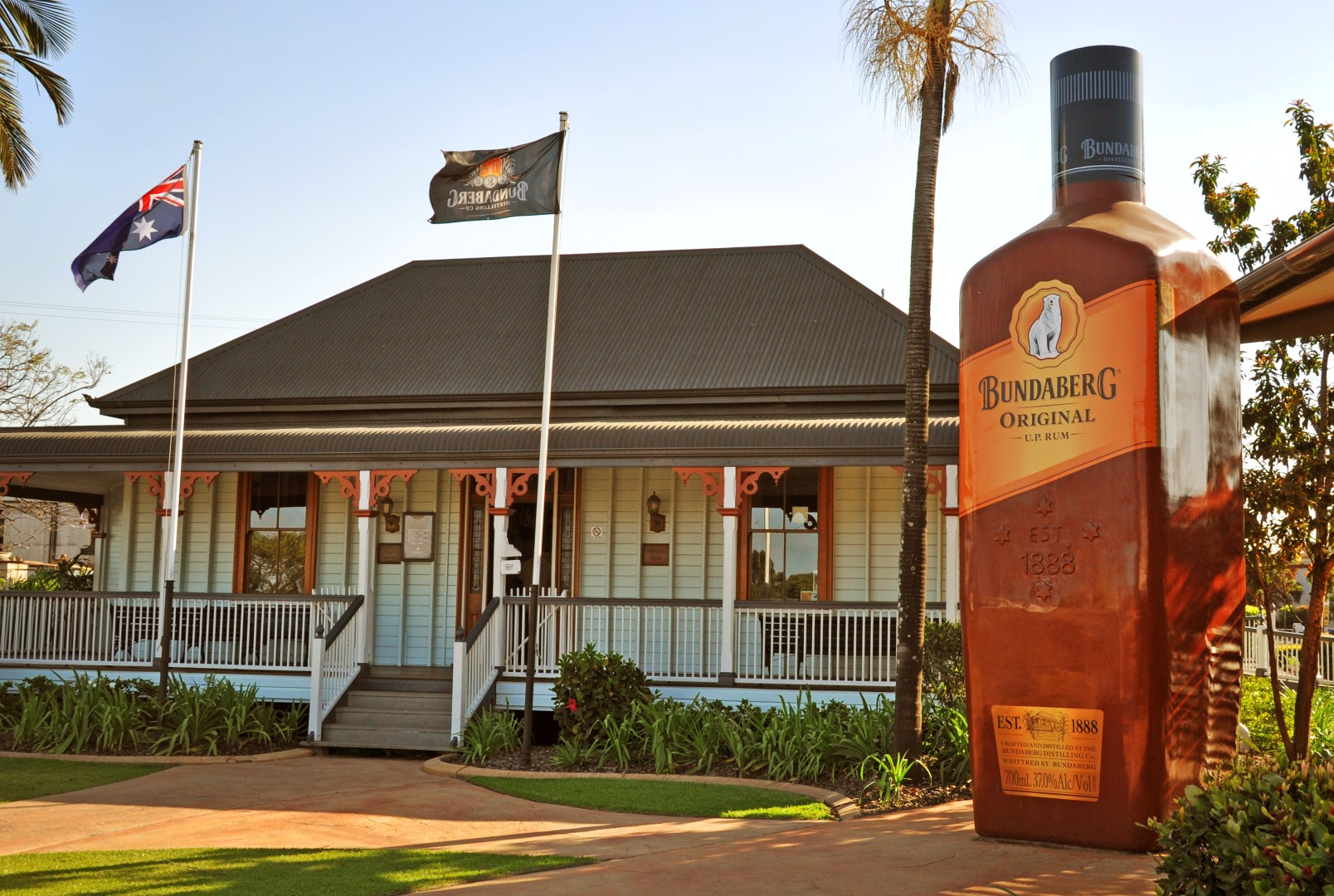
Bâtiment des visiteurs à la distillerie de Bundaberg en 2012.

Bundaberg Rum est une marque de rhum produite à Bundaberg dans le Queensland (Australie) depuis 1889 et distribuée par Diageo. Elle est communément appelée « Bundy ».

## Histoire
En 1888, la distillerie de Bundaberg est créée. Un an plus tard, en 1889, les premières bouteilles sortent de la distillerie.
En 2010, la marque est désignée par le Queensland Business Leaders (en) pour rejoindre leur Hall of fame, reconnaissant ainsi « la contribution publique exceptionnelle apportée par les dirigeants d'entreprise à la réputation du Queensland et à son développement économique et social ».
En 2016, la distillerie ouvre un nouveau centre touristique pour accueillir ses visiteurs.
En 2020, la marque diffuse une bouteille en édition limitée dont les bénéfices sont présentés comme destinés à WWF pour aider la régénération animale sauvage à la suite des feux de brousse de 2019 et 2020.
En 2023, elle sort pour la première fois un prémix à base de cola, aux gouts de vanille et de fruits tropicaux.